# Noizz.hu
A Noizz.hu az Y és a Z generációnak szóló online magazin, amely Lengyelországban indult 2015-ben. Magyarországon a Ringier Hungary Kft. adja ki, a magyar kiadás 2017-ben indult el.
A portál első főszerkesztője Szokol Martin volt, akit 2019-ben Forrás Dávid váltott. 2020 júniusa óta Kovács Levente tölti be a lap főszerkesztői pozícióját.
A lap a 15 és 35 év közötti városi fiatalok számára készít könnyed, szórakoztató tartalmakat. A Noizz.hu jelen van számos közösségimédia-oldalon, többek között Facebookon, Instagramon, TikTokon, emellett egy podcast-csatornát is fenntartanak, amelyen Egy hullámhosszon címmel készítenek portréinterjúkat sikeres fiatalokkal.
2022 áprilisában a portál közel 1,4 millió egyéni látogatót vonzott.

## Rovatok
- Most
- Színes
- Design
- Kult
- City Life
- Öko
- Szocio

## Noizz-kezdeményezések
A portál 2020 őszén indította el az első hazai online extrémsportversenyt hazai amatőr sportolóknak Noizz Street Contest néven, amelyen gördeszka, BMX és parkour kategóriában lehetett nevezni. A verseny győzteseit közönségszavazással választották ki, az általuk beküldött videókra lehetett szavazni. A sorozat második évadjában a közönségszavazás mellett zsűri is pontozta a beérkező videókat. A szakmai zsűri tagjai Petrányi Lajos "Ostya", Szepesi Tibor és Béres Norbert voltak.
2022-ben Budapest Skate Tour címmel tematikus sorozat indult, amely a legnépszerűbb budapesti gördeszkás helyszíneket mutatta be.